# Säsong 13 av Simpsons
Simpsons, säsong 13 innehåller fem avsnitt från den tolfte produktionslinjen, (CABF). Detta var den sista säsongen som producerades med traditionell animering och den första säsongen med Al Jean som show runner.
Under 2002 vann Simpsons elva Annie Award för "Best Animated Television Production".
She of Little Faith var nominerad till Primetime Emmy Award för "Outstanding Animated Program (For Programming less than One Hour)". Låten "Ode to Branson" från The Old Man and the Key av Alf Clausen och Jon Vitti blev nominerad till "Outstanding Individual Achievement in Music and Lyrics". Brawl in the Family var nominerad till Environmental Media Award för "Best Television Episodic Comedy". Tre avsnitt blev nominerad till Writers Guild of America Award i kategorin anmination, Blame it on Lisa (skriven av Bob Bendetson), The Bart Wants What It Wants (skriven av John Frink och Don Payne) och Jaws Wired Shut (skriven av Matt Selman). Detta är hittills den enda gången som inte kategorin vanns av Simpsons.
Under 2003 års Golden Globe Award var serien nominerad till sin första och hittills enda Golden Globe Award, för "Best Television Series - Musical or Comedy".
Säsongen sågs i genomsnitt av 12,4 miljoner och blev den näst högst rankade showen på Fox efter Malcolm - Ett geni i familjen.

## Lista över avsnitt
| Nr i serien | Nr i säsongen | Titel                          | Regissör          | Författare                                           | Sändningsdatum   | Produktkod |
| --- | ------------- | ------------------------------ | ----------------- | ---------------------------------------------------- | ---------------- | ---------- |
| 270 | 1             | "Treehouse of Horror XII"      | Jim Reardon       | Carolyn Omine, Don Payne, Joel H. Cohen & John Frink | 6 november 2001  | CABF19     |
| Mr. Burns dekorerar sitt hus och Smithers råkar starta en eld precis samtidigt som familjen Simpson kommer på besök för bus eller godis. Hex and the City - En spådam ger Homer en förbannelse efter att han förstört hennes lokal, och allt han älskar förvandlas till något negativt. Homer bestämmer sig för att ge igen och fångar en pyssling. House of Whacks - En robotförsäljare säljer en HAL 9000 till Marge, hela familjen älskar roboten tills den visar känslor för Marge och försöker döda Homer. Wiz Kids - På häxskolan får Lord Montemort hjälp av Bart att ta all magi från Lisa, för att han vill hämnas på sin syster eftersom hon är så duktig. Gästskådespelare: Marcia Wallace, Matthew Perry och Pierce Brosnan. |               |                                |                   |                                                      |                  |            |
| 271 | 2             | "The Parent Rap"               | Mark Kirkland     | George Meyer & Mike Scully                           | 11 november 2001 | CABF22     |
| Bart missar skolbussen och Homer får skjutsa honom men lämnar Bart för jakten efter KBBL-bilen. Han kör iväg med Clancys polisbil och Constance Harm tvingar Bart och Homer att bli fastkedjade tillsammans och det får till en början positiva konsekvenser. Gästskådespelare: Jane Kaczmarek och Marcia Wallace |               |                                |                   |                                                      |                  |            |
| 272 | 3             | "Homer the Moe"                | Jen Kamerman      | Dana Gould                                           | 18 november 2001 | CABF20     |
| Bart börjar gräva en grop i trädgården och familjen blir orolig. Homer tar hand om Moe's Tavern medan Moe besöker sin gamla skola. När Moe kommer tillbaka gör han om baren och Homer öppnar en egen bar. Gästskådespelare: R.E.M.. |               |                                |                   |                                                      |                  |            |
| 273 | 4             | "A Hunka Hunka Burns in Love"  | Lance Kramer      | John Swartzwelder                                    | 2 december 2001  | CABF18     |
| Då familjen besöker restaurangen Bob's Big Buddha uppskattar inte Homer spådomarna i lyckokakorna och börjar hjälpa till att skriva spådomar. Med hjälp av en lyckokaka spås sen Mr. Burns hitta kärleken på Flaggdagen och tillsammans med Smithers går han ut på kvinnojakt och blir kär i Gloria, (fd. flickvän till Snake). Tillsammans med Homer går de ut på kvällarna och Gloria förlovar sig med Mr. Burns men träffar sen på Snake igen. Gästskådespelare: George Takei och Julia Louis-Dreyfus. |               |                                |                   |                                                      |                  |            |
| 274 | 5             | "The Blunder Years"            | Steven Dean Moore | Ian Maxtone-Graham                                   | 9 december 2001  | CABF21     |
| Familjen besöker en restaurang efter att Homer lurat Marge att en fotomodell för ett nytt hushållspapper som hon älskar kommer på besök. I restaurangen uppträder hypnotisören Mesmerino som får Homer att hamna i chocktillstånd då han tror att han är 12 år igen och minns något dramatiskt. Familjen försöker lista ut vad som hände och Homer kommer ihåg att han upptäckte ett lik. Gästskådespelare: Joe Mantegna, Judith Owen och Paul Newman. |               |                                |                   |                                                      |                  |            |
| 275 | 6             | "She of Little Faith"          | Steven Dean Moore | Bill Freiberger                                      | 16 december 2001 | DABF02     |
| Homer hjälper Bart med hans rymdraket och kraschar i kyrkan som förstörs. Mr. Burns erbjuder sig att göra om kyrkan och reklamfinansierar den. Lisa blir arg på hur de behandlar kyrkan och bestämmer sig för att lämna kristendomen. Hon söker sig en ny religion och finner buddhismen till familjens stora förtvivlan. Gästskådespelare: Richard Gere. |               |                                |                   |                                                      |                  |            |
| 276 | 7             | "Brawl in the Family"          | Matthew Nastuk    | Joel H. Cohen                                        | 6 januari 2002   | DABF01     |
| Familjen för besök av socialarbetaren Gabriel som lär familjen att samarbeta. När hans uppdrag är slutfört dyker Amber upp vid uppfarten till huset och Marge får reda på Homers andra äktenskap. Marge kastar ut Homer och han gör allt för att få äktenskapet med Amber att upphöra, samtidigt har Ned fått besök av Ginger. Gästskådespelare: Delroy Lindo och Jane Kaczmarek. |               |                                |                   |                                                      |                  |            |
| 277 | 8             | "Sweets and Sour Marge"        | Mark Kirkland     | Carolyn Omine                                        | 20 januari 2002  | DABF03     |
| Familjen besöker biblioteket som har utförsäljning och Homer upptäcker "Duff Beer of Records" och bestämmer sig för att slå ett världsrekord. Han lyckas därmed få fram att Springfield är världens fetaste stad, vilket inte uppskattas av Marge som lyckas införa förbud mot socker i staden vilket inte många uppskattar. Gästskådespelare: Ben Stiller. |               |                                |                   |                                                      |                  |            |
| 278 | 9             | "Jaws Wired Shut"              | Nancy Kruse       | Matt Selman                                          | 27 januari 2002  | DABF05     |
| Då Homer flyr från biografvaktmästarna skadar han allvarligt sin käke och tvingas hålla munnen stängd i ett par veckor. Han börjar då lyssna på andra och lär sig mera om andra. Till en början uppskattar Marge den nya Homer men får tråkigt då det inte blir några upptåg. |               |                                |                   |                                                      |                  |            |
| 279 | 10            | "Half-Decent Proposal"         | Lauren MacMullan  | Tim Long                                             | 10 februari 2002 | DABF04     |
| Homer börjar snarka och Marge får svårt att sova och familjen har inte råd att betala en operation som skulle minska snarkningen. Hon sover över hos Patty och Selma som skickar ett snuskigt mail till Artie Ziff. Artie ger familjen en miljon dollar om han får tillbringa en helg ensam med Marge, de accepterar erbjudandet. Homer upptäcker att Artie tafsar på Marge och missuppfattar situationen och lämnar Marge för jobba på en oljeplattform. Gästskådespelare: Jon Lovitz och Marcia Wallace. |               |                                |                   |                                                      |                  |            |
| 280 | 11            | "The Bart Wants What It Wants" | Michael Polcino   | Don Payne & John Frink                               | 17 februari 2002 | DABF06     |
| Bart träffar Rainer Wolfcastles dotter Greta och de börjar umgås. Greta blir kär i Bart men han förstår inte det och struntar i att gå på en dansföreställning med henne för att istället reta rektor Skinner. Lisa förklarar för Bart att Greta är kär i honom och han gör slut med Greta. Då Greta blir ihop med Milhouse blir han ledsen och försöker vinna tillbaka Greta och åker till Toronto. Gästskådespelare: Reese Witherspoon och Wolfgang Puck. |               |                                |                   |                                                      |                  |            |
| 281 | 12            | "The Lastest Gun in the West"  | Bob Anderson      | John Swartzwelder                                    | 24 februari 2002 | DABF07     |
| En argsint hund börjar jaga Bart av okänd anledning och han träffar Buck McCoy, en gammal västernstjärna. Buck blir Barts nya idol och tillsammans med de andra ungarna i Springfield börjar en ny era av västern. Bart övertalar sen Krusty att ha med Buck i TV-programmet. Gästskådespelare: Dennis Weaver och Frank Welker. |               |                                |                   |                                                      |                  |            |
| 282 | 13            | "The Old Man and the Key"      | Lance Kramer      | Jon Vitti                                            | 10 mars 2002     | DABF09     |
| Av misstag tror familjen Simpsons att Abraham avlidit och på Springfield Retirement Castle träffar han på den nya grannen Zelda. Zelda visar sig vara intresserade av bilförare och han tar körkortslektioner för att få tillbaka körkortet och vinna Zeldas kärlek. Han lånar Homers bil men kraschar den och han förbjuds köra bil. Då han inte har någon bil lämnar Zelda honom för Zack och åker till Branson. Abraham snor då Marges bil och tillsammans med Bart följer de efter Zelda till Branson. Gästskådespelare: Bill Saluga och Olympia Dukakis. |               |                                |                   |                                                      |                  |            |
| 283 | 14            | "Tales from the Public Domain" | Mike B. Anderson  | Andrew Kreisberg, Josh Lieb & Matt Warburton         | 17 mars 2002     | DABF08     |
| Homer upptäcker att han har en försenad historisk barnbok och bestämmer sig för att läsa den. Homer läser för barnen tre historier: Odysséen, Jeanne d’Arc och Hamlet. |               |                                |                   |                                                      |                  |            |
| 284 | 15            | "Blame It on Lisa"             | Steven Dean Moore | Bob Bendetson                                        | 31 mars 2002     | DABF10     |
| Familjen vägrar betala en dyr telefonräkning. Då det visar sig att Lisa donerat pengar via telefonen till ett barnhem i Rio de Janeiro, åker familjen dit för att leta reda på hennes fadderbarn Ronaldo som försvunnit från barnhemmet, familjen får problem att hitta Ronaldo och Homer blir kidnappad. |               |                                |                   |                                                      |                  |            |
| 285 | 16            | "Weekend at Burnsie's"         | Michael Marcantel | Jon Vitti                                            | 7 april 2002     | DABF11     |
| Marge börjar odla grönsaker men då Homer förstör hennes fågelskrämma hyllas han av korparna som senare attackerar honom i ögonen då han vägrar umgås med dem längre. För att lindra sina smärta får han börja ta medicinskt marijuana, något som han blir beroende av vilket leder till att Mr. Burns befordrar honom. Gästskådespelare: Phish. |               |                                |                   |                                                      |                  |            |
| 286 | 17            | "Gump Roast"                   | Mark Kirkland     | Dan Castellaneta & Deb Lacusta                       | 21 april 2002    | DABF12     |
| Marge ger Homer en övervaskning, han ska rostas på Springfield Friars Club. Medan han väntar samtalar han med Clancy om sitt liv och under roastingen visas gamla klipp med Homer. Gästskådespelare: Alec Baldwin, Ed Asner, Elizabeth Taylor, Elton John, Joe Namath, Kim Basinger, Lucy Lawless, N'Sync, Stephen Hawking, Ron Howard och U2. |               |                                |                   |                                                      |                  |            |
| 287 | 18            | "I Am Furious Yellow"          | Chuck Sheetz      | John Swartzwelder                                    | 28 april 2002    | DABF13     |
| Springfield Elementary bjuder in serietecknaren Jeff Jenkins och efter det börjar de flesta elever teckna egna serier. Bart börjar producera serien "Angry Dad", baserat på Homer, han lyckas få Lisa att hålla masken men Homer får ändå reda på det då man gör en webbanimering med "Angry Dad". Gästskådespelare: Marcia Wallace och Stan Lee. |               |                                |                   |                                                      |                  |            |
| 288 | 19            | "The Sweetest Apu"             | Matthew Nastuk    | John Swartzwelder                                    | 5 maj 2002       | DABF14     |
| Springfield anordnar ett uppträdande av det amerikanska inbördeskriget, Homer upptäcker att Apu är otrogen mot Manjula med "Squishee delivery lady" och då Manjula får reda på det kastar hon ut Apu och Homer och Marge försöker få dem att bli ett par igen. Gästskådespelare: James Lipton. |               |                                |                   |                                                      |                  |            |
| 289 | 20            | "Little Girl in the Big Ten"   | Lauren MacMullan  | Jon Vitti                                            | 12 maj 2002      | DABF15     |
| Lisa börjar träna gymnastik och lär känna två college-tjejer, hon lurar i dem att hon också går på college och är lycklig, men då allt avslöjas blir hon utstött av alla. Bart blir biten av en mygga från Kina och tvingas leva isolerad i en bubbla. Gästskådespelare: Robert Pinsky. |               |                                |                   |                                                      |                  |            |
| 290 | 21            | "The Frying Game"              | Michael Polcino   | John Swartzwelder                                    | 19 maj 2002      | DABF16     |
| Homer döms till samhällstjänst efter att ha försökt döda en "Screamapillar" som flyttat in i deras koi-damn. Han blir senare assistent till Mrs. Bellamy och Marge blir senare också hennes assistent. Då hon mördas misstänks familjen Simpson och det blir inte bättre av att bevis hittas i deras villa. Gästskådespelare: Carmen Electra och Frances Sternhagen. |               |                                |                   |                                                      |                  |            |
| 291 | 22            | "Papa's Got a Brand New Badge" | Pete Michels      | Dana Gould                                           | 22 maj 2002      | DABF17     |
| Springfield drabbas av strömavbrott under värmeböljan och det leder till upplopp. Då inte polisen kan göra något börjar Homer patrullera under namnet "Springfield Shield" tillsammans med Carl och Lenny och de får senare ansvar för hela staden av borgmästaren Quimby. Gästskådespelare: Joe Mantegna och Marcia Wallace. |               |                                |                   |                                                      |                  |            |

## Hemvideoutgivningar
Den trettonde säsongen släpptes i USA den 24 augusti 2010 på DVD och blu-ray och lanserades i Sverige den 22 september 2010. Boxen bestod denna gång av Ralph Wiggum, och lanseras även med en begränsad utgåva med plastansikte. Även utgåvan med plastansiktet utkom i region 1 den 24 augusti 2010.
| The Complete Thirteenth Season (Region 1), DVD | | | | |
| Detaljer | Detaljer | Detaljer | Detaljer | Extra material |
| - 22 disk - 4-disk - 4:3 - Språk: - Engelska (Dolby Digital 5.1, med undertext) - Spanska (Dolby Digital, med undertext) - Franska (Dolby Digital) | - 22 disk - 4-disk - 4:3 - Språk: - Engelska (Dolby Digital 5.1, med undertext) - Spanska (Dolby Digital, med undertext) - Franska (Dolby Digital) | - 22 disk - 4-disk - 4:3 - Språk: - Engelska (Dolby Digital 5.1, med undertext) - Spanska (Dolby Digital, med undertext) - Franska (Dolby Digital) | - 22 disk - 4-disk - 4:3 - Språk: - Engelska (Dolby Digital 5.1, med undertext) - Spanska (Dolby Digital, med undertext) - Franska (Dolby Digital) | - Anslag från Matt Groening - Ljudkommentater för varje avsnitt - Animationsskisser - Borttagna scener - Extra nummer: "Ralphisms" - Extra nummer: "The People Ball" - Extra nummer: "The 13th Crewman" - Extra nummer: "Blame it on the Monkeys" - Extra nummer: "The Games" - Extra nummer: "The Sweet Life of Ralph - Extra: "And Then There Were Menus" - Extra: "Sketchgalleri" - Extra: "Reklamfilmer" - Extra: "Extra språk" - Extra: "Påskägg" |
| Releasedatum | | | | - Anslag från Matt Groening - Ljudkommentater för varje avsnitt - Animationsskisser - Borttagna scener - Extra nummer: "Ralphisms" - Extra nummer: "The People Ball" - Extra nummer: "The 13th Crewman" - Extra nummer: "Blame it on the Monkeys" - Extra nummer: "The Games" - Extra nummer: "The Sweet Life of Ralph - Extra: "And Then There Were Menus" - Extra: "Sketchgalleri" - Extra: "Reklamfilmer" - Extra: "Extra språk" - Extra: "Påskägg" |
| Region 1 USA | Region 2 Storbritannien | Region 2 Sverige | Region 4 Australien | - Anslag från Matt Groening - Ljudkommentater för varje avsnitt - Animationsskisser - Borttagna scener - Extra nummer: "Ralphisms" - Extra nummer: "The People Ball" - Extra nummer: "The 13th Crewman" - Extra nummer: "Blame it on the Monkeys" - Extra nummer: "The Games" - Extra nummer: "The Sweet Life of Ralph - Extra: "And Then There Were Menus" - Extra: "Sketchgalleri" - Extra: "Reklamfilmer" - Extra: "Extra språk" - Extra: "Påskägg" |
| 24 augusti 2010 | 13 september 2010 | 22 september 2010 | 22 september 2010 | - Anslag från Matt Groening - Ljudkommentater för varje avsnitt - Animationsskisser - Borttagna scener - Extra nummer: "Ralphisms" - Extra nummer: "The People Ball" - Extra nummer: "The 13th Crewman" - Extra nummer: "Blame it on the Monkeys" - Extra nummer: "The Games" - Extra nummer: "The Sweet Life of Ralph - Extra: "And Then There Were Menus" - Extra: "Sketchgalleri" - Extra: "Reklamfilmer" - Extra: "Extra språk" - Extra: "Påskägg" |